# Cyrtodactylus buchardi
Cyrtodactylus buchardi är en ödleart som beskrevs av  Armand David TEYNIÉ och OHLER 2004. Cyrtodactylus buchardi ingår i släktet Cyrtodactylus och familjen geckoödlor. Inga underarter finns listade i Catalogue of Life.